# Школа № 9 (Пермь)
Муниципальное автономное общеобразовательное учреждение «Средняя общеобразовательная школа № 9 имени Александра Сергеевича Пушкина с углублённым изучением предметов физико-математического цикла города Перми» — общеобразовательное учреждение в Свердловском районе.

## История школы

### XXI век
- В 2010 году 5 учеников стали призёрами и победителями Всероссийских олимпиад (по математике, информатике и географии).
- 13-14 ноября 2009 года в Санкт-Петербурге на X Всероссийской командной олимпиаде школьников по программированию команда выступали 2 команды от школы. Команда одиннадцатиклассников в составе Комарова Андрея (11 б), Майорова Михаила (11б), Рыбака Андрея (11б) заняла 8-е абсолютное место и получила бронзовую медаль олимпиады.
- 2009 год — школа прошла авторизацию в системе международного бакалавриата[1].
- 2008 год В школе прошла первая Пермская Татищевская ассамблея при поддержке фонда возрождения историко-культурных традиций им. В.Н.Татищева и комитета по культуре администрации г. Перми
- 2003 год — Учитель информатики Шульгина Галина Михайловна становится лауреатом премии губернатора в 9-й раз. Проведение Всероссийского компьютерного лагеря, организованного Шульгиным Павлом Владиславовичем, Шульгиной Галиной Михайловной, Матюхиным Виктором Александровичем (аспирант МГУ) и Ясыревой Ниной Михайловной (директор пермского санатория «Лесная сказка»).
- 2002 год — Учащийся школы Каменских Денис получает диплом I степени и компьютер за победу на Российской олимпиаде по информатике, проходившей в Перми. Учащийся школы Гилёв Алексей занимает абсолютное Первое место и получает диплом I степени на Российской олимпиаде по истории. Команда школы в составе: Витковский Владимир, Матросов Михаил, Пономарев Павел получила диплом I степени на Третьей Всероссийской командной олимпиаде школьников по программированию. Лауреатом премии Губернатора становится учитель истории Филимонова Лариса Геннадиевна. Проведение Всероссийского театрального фестиваля школ международного бакалавриата «Прикамское чудо».
- 2001 год — Команда школы в составе: Каменских Денис, Климов Михаил, Самойлов Алексей получила диплом I степени на Второй Всероссийской командной олимпиаде школьников по программированию.

### XX век
- 2000 год — Дважды лауреатом премии Губернатора становится учитель информатики Шульгина Галина Михайловна. Учащийся школы Каменских Денис приглашен на сборы команды России по информатике.
- 1999 год — Всероссийские Пушкинские чтения, посвященные 200-летию Поэта.
- 1998 год — Назначена директором школы Курдина Наталия Анатольевна.
- 1989 год — Возрождение традиций Пушкинских балов (выпускники 1993 года отыскали в архивах фото балов и стали инициаторами возрождения: Санникова Мария, Зорина Ирина, Добрянских Константин, Дмитрий Коноплев, Виктория Постных, Рогов Марк, Кибешев Руслан, Смирнова Ирина, Белоус Ольга, Никитина Алена).
- 1986 год — Открытие в школе первого компьютерного класса.
- 1981 год — Проведение первого чемпионата школы по баскетболу, главный судья Кельсин Владимир Никанорович, ныне Заслуженный учитель России.
- 1980 год — Открытие новых школьного спортивного зала и столовой, построенных методом народной стройки. Назначение директором школы Баландиной Лидии Ивановны.
- 1978 год — Пионервожатая школы Любовь Белева избрана делегатом XVIII съезда ВЛКСМ. Ныне Любовь Васильевна Белева работает учителем начальных классов и заместителем директора по начальной школе.
- 1968 год — Открытие в школе первых классов с углубленным изучением физики и математики.
- 1960 год — Начало эпохи Лурье Зинаиды Сергеевны, директора школы с 1960 по 1980 год.
- 1954 год — Объединение мужской школы с женскими городскими школами. Полный переезд школы в современное здание с колоннами.
- 1953 год — Июнь. Начало переезда школы в современное здание с колоннами.
- 1943 год — Преобразование школы в мужскую школу.
- 1941 год — Размещение в здании школы военного госпиталя.
- 1939 год — Построено новое здание школы с колоннами.
- 1937 год — Присвоение школе имени Пушкина Александра Сергеевича. Посещение школы Чкаловым Валерием Павловичем после легендарного перелёта по маршруту Москва — Северный Полюс — Америка. Принятие решения о строительстве нового здания школы.
- 1932 год — Радиофикация школы.
- 1923 год — Посещение школы Наркомом просвещения Луначарским Анатолием Васильевичем: «При сколько-нибудь нормальных условиях внутри школы надо ожидать в ней как отражения Великой Октябрьской революции, коренной плодотворной реформы, реформы настолько всеобъемлющей, что она поставила бы русскую школу, по крайней мере, по принципам, положенным в её основу, на первое место в цивилизованном мире.»
- 1920 год — Открытие семилетней школы № 9 имени III Интернационала. Посещение школы Полпредом военных дел Главного Всеобуча России Подвойским Николаем Ильичем.
- 1919 год — Пермский педагог Шулепов Василий Михеевич организовал детский клуб «Муравейник».
- 1913 год — Открытие нового здания училища, угол Кунгурской и Малой Ямской улиц, построенного по всенародной подписке.
- 1909 год — 100-летний юбилей училища, ходатайство о строительстве нового здания училища.

### XIX век
- 1885 год — Присвоение училищу имени Святых Кирилла и Мефодия. Самым старым из городских училищ Перми, после главного народного, было Кирилло-Мефодиевское мужское училище, открытое 1 октября 1809 года. Своё название оно получило 6 апреля 1885 года в честь 1000-летия со дня кончины св. Мефодия, который вместе с братом Кириллом создал славянскую азбуку. Училище помещалось в деревянном доме на углу Большой Ямской и Кунгурской.
- 1828 год — Преобразование училища в приходское училище.
- 1809 год — В Перми создано Первое мужское начальное училище.

## Современное положение дел

### Спорт
Кельсин Владимир Никанорович является учителем физкультуры школы с 1980 года. Он — главный тренер сборной школы по баскетболу, заслуженный учитель России, отличник народного просвещения, победитель Областного конкурса «Учитель года» в 1996 году.
Владимир Никанорович был игроком команды Пермской области с 1957 по 1961 года, участвовал в чемпионате Европы по баскетболу среди ветеранов в 2004 году в Финляндии.

### Качество преподавания, награды, отличия
В 2008 году школа, вместе с ещё двумя в Перми (лицеем № 1 и английской школой № 7) вступила в программу т. н. Международного бакалавриата (англ. International Baccalaureate), позволяющей выпускникам льготное поступление в европейские вузы. В связи с этим часть обучения стала происходить по англоязычным учебникам.

### Внеклассная деятельность
Школа отличается высокой интенсивностью дополнительного образования. Работают театральный, вокальный и танцевальный кружок, несколько предметных факультативов (математика, физика, информатика).
В 1993 году в школе зародилось т. н. доброхотство, когда учителя Л. И. Дробышева и О. В. Окулова съездили в Псковскую область, в Пушкинский заповедник «Михайловское».

## Памятный знак

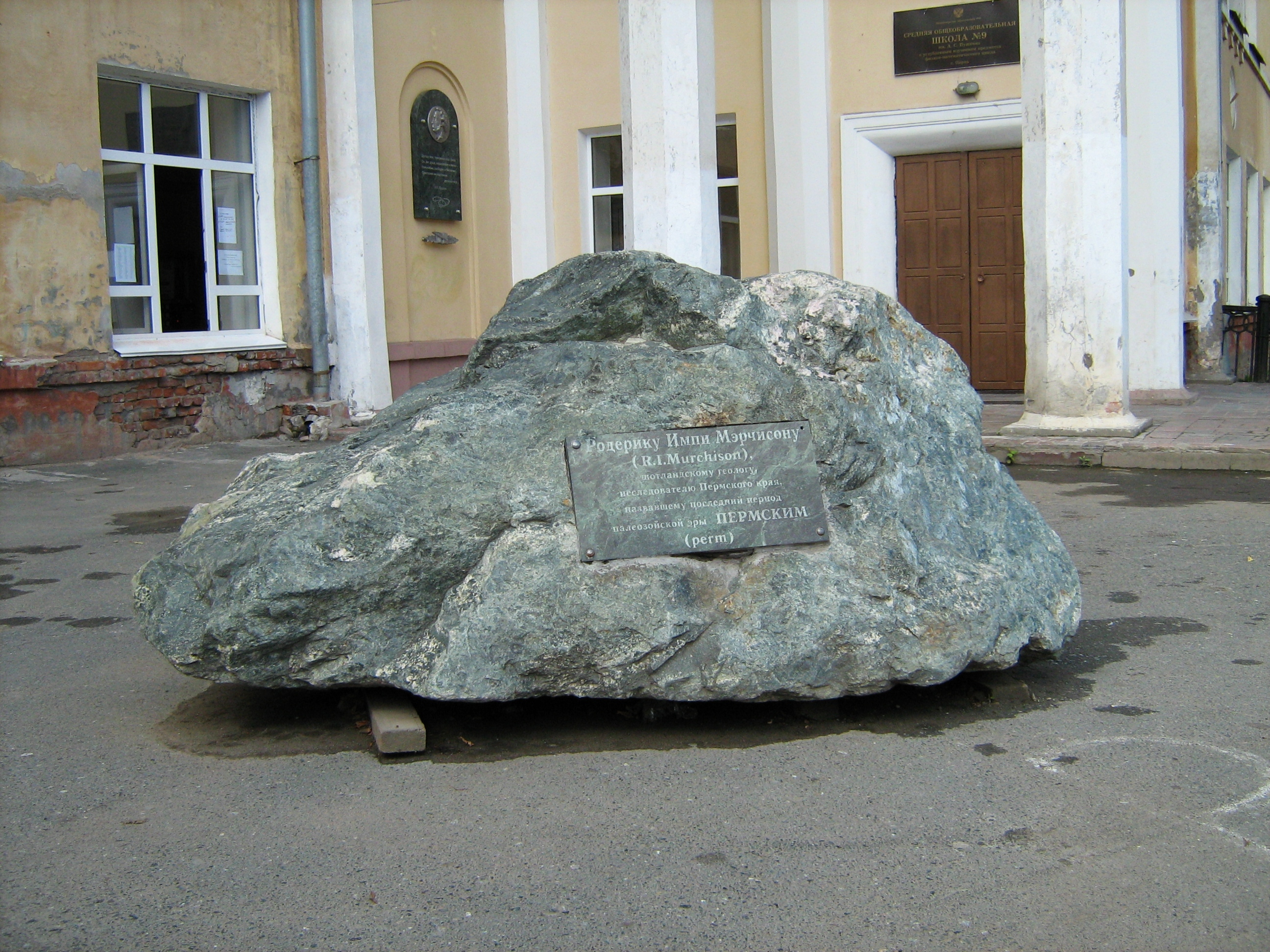
Памятный знак

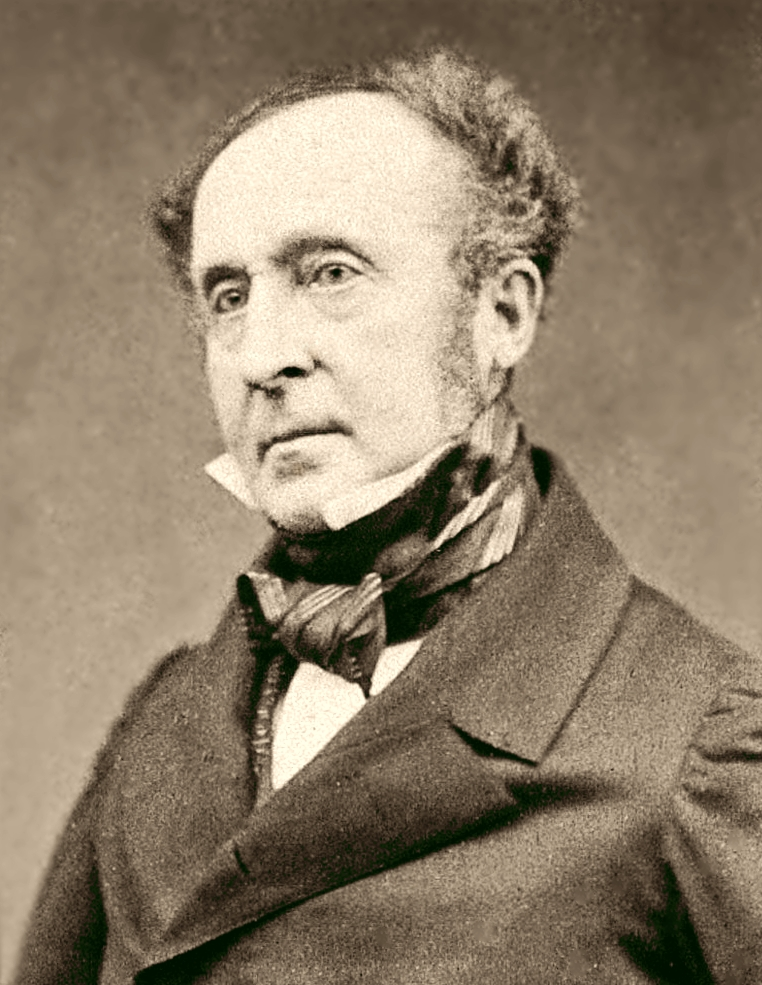
Родерик Мэрчисон

3 ноября 2005 года перед школой был установлен памятный знак, посвящённый сэру Родерику Мэрчисону, знаменитому шотландскому геологу (см. ,  (недоступная ссылка)). В 1841 году Р. И. Мэрчисон проводил в окрестностях Перми исследования верхне-палеозойских отложений, на основании которых обосновал необходимость выделения Пермского геологического периода.
Памятный знак представляет собой камень неправильной формы длиной около 2 м с установленной на нём табличкой с надписью:

Родерику Импи Мэрчисону (R.I.Murchison), шотландскому геологу, исследователю Пермского края, назвавшему последний период палеозойской эры ПЕРМСКИМ (perm).

.
Решение увековечить память исследователя было принято администрацией школы и учениками в связи с обсуждением идеи установки в Перми колонны или арки имени Мэрчисона.